# Martin Kunert
Marcin Stanisław Kunert-Dziewanowski (Varsovia; 1970), conocido como Marcin Kunert, es un escritor, director y productor de largometrajes y de televisión; y fotógrafo desde 2010. In 2004, Kunert concibió y dirigió el documental Voices of Iraq, que realizó enviando 150 cámaras DV a iraquíes para que filmasen sus vidas. MovieMaker Magazine calificó dicho documental como «una película verdaderamente innovadora ... tanto en términos de contenido como de proceso de producción».
Previamente, Kunert creó y produjo  MTV's Fear, el primer reality show en el que los participantes de filmaban a sí mismos. Kunert creó el ambiente escalofriante del programa, desarrolló un estilo visual y musical a menudo imitado y optimizó el proceso de edición del programa, en el cual cada semana más de 250 horas de contenido generado por los participantes eran transformados en episodios de 45 minutos. MTV's Fear generó especiales de TV, clubs de fanes, DVD, y múltiples programas de televisión copiaron su concepto, incluyendo Fear Factor de NBC y Celebrity Paranormal Project de VH1.

Kunert también ha dirigido películas de televisión y largometrajes, incluyendo el favorito de culto Campfire Tales (protagonizada por Amy Smart, Jimmy Marsden, Ron Livingston, y Christine Taylor) para New Line Cinema, y Rogue Force (protagonizada por Michael Rooker y Robert Patrick) para Miramax. Sus guiones incluyen Dodging Bullets de Warner Bros. para Will Smith y Halle Berry, The Brazilian de Paramount, y Hindenburg de 20th Century Fox para Jan de Bont. Creó y produjo HRT (protagonizada por Michael Rooker y Ernie Hudson) para CBS y Columbia TriStar, y Catch para CBS. Junto a Doug Liman, Kunert reinventó “CHiPs” para NBC y Warner Bros.. También creó el reality show Mayor para Columbia TriStar. El 2002, NBC/StudiosUSA firmó un contrato de exclusividad con Kunert de guionismo/dirección/producción. El 2008 escribió y produjo Witch Doctor, un piloto de TV para los estudios de televisión Beacon TV y ABC.
En 2011, DirecTV, Technicolor, y Panasonic se agruparon para financiar una película experimental en 3D que Kunert dirigiría y filmaría utilizando los nuevos sistemas de cámara 3D de Panasonic. Como parte de ello, Technicolor capacitó extensivamente a Kunert en la captura de imágenes 3D claras, que no provocasen dolores de cabeza. DirecTV distribuiría la película internacionalmente.
Kunert es un graduado de la escuela de cine de la Universidad de Nueva York. Es miembro de la Directors Guild of America y de la Writers Guild of America. En fotografía, es representado por la Photo Artwork Agency. 
Nació en Varsovia, Polonia y creció en Westfield, Nueva Jersey y posteriormente ingresa a la New York Military Academy.

## Filmografía
| Año  | Proyecto                           | Crédito                        | Estudio                               |
| ---- | ---------------------------------- | ------------------------------ | ------------------------------------- |
| 2021 | The Magic Knight                   | guionista                      | Disney Pictures                       |
| 2020 | Emperor of a Thousand years        | guionista                      | Disney Pictures, Shanghái Media Group |
| 2012 | Sheriff Gus Skinner: Standing Tall | productor ejecutivo            | A&E                                   |
| 2011 | Ripper                             | guionista, director            | Booya Studios, DirectTV, Panasonic    |
| 2011 | Misny Makes Them Pay               | creador, productor ejecutivo   | Booya Studios                         |
| 2009 | WaterSigns                         | director                       | Imagination9 Productions              |
| 2009 | Ambrose: All I Ever Wanted         | director, DP                   | Booya Studios                         |
| 2008 | Witch Doctor                       | guionista, productor ejecutivo | ABC Studios                           |
| 2008 | Miracle Chasers                    | guionista, productor ejecutivo | Columbia Tristar                      |
| 2008 | Fugue State                        | guionista, director            | Booya Studios                         |
| 2005 | Dodging Bullets                    | guionista                      | Warner Bros.                          |
| 2004 | Voices of Iraq                     | productor, director            | Booya Studios, Magnolia Pictures      |
| 2002 | The Mayor (desambiguación)         | creador, productor ejecutivo   | Columbia Tristar                      |
| 2003 | CHiPs                              | guionista, productor ejecutivo | Warner Bros.                          |
| 2002 | The Brazilian                      | guionista                      | Paramount                             |
| 2002 | Catch                              | guionista, productor ejecutivo | CBS                                   |
| 2002 | Beautiful People                   | guionista, productor ejecutivo | USA Networks                          |
| 2001 | HRT                                | guionista, productor ejecutivo | CBS, Columbia TriStar                 |
| 2001 | Inside Fear                        | creador, productor ejecutivo   | MTV                                   |
| 2001 | Faces of Fear                      | creador, productor ejecutivo   | MTV                                   |
| 2000 | MTV's Fear                         | creador, productor ejecutivo   | MTV                                   |
| 1998 | Hindenburg                         | guionista                      | 20th Century Fox                      |
| 1998 | Renegade Force                     | director                       | Miramax                               |
| 1997 | Campfire Tales                     | guionista, director            | New Line Cinema                       |